# アケビコノハ
アケビコノハ（通草木葉蛾、学名: Eudocima tyrannus）は、チョウ目ヤガ科の昆虫。大形のガの一種。

## 分類
本種は近年の体系では Erebidae 科に含めることも多い。

## 形態・生態
前翅は枯葉状で褐色、後翅は橙色地に黒色紋がある。静止時には派手な後翅を完全に前翅の下に隠し、枯葉に擬態する。開帳は90mmほどになる。
幼虫は体表がなめらかなイモムシで、体前部に大きな眼状紋がある。刺激を受けるとその部分を持ち上げ、頭を内側に折り曲げるようにする。これは眼状紋が目立つ姿勢であり、威嚇の意味があると考えられている。名前の通りアケビを食草とするが、そのほか庭のムベにも発生するため、住宅地でみかけることも多い。

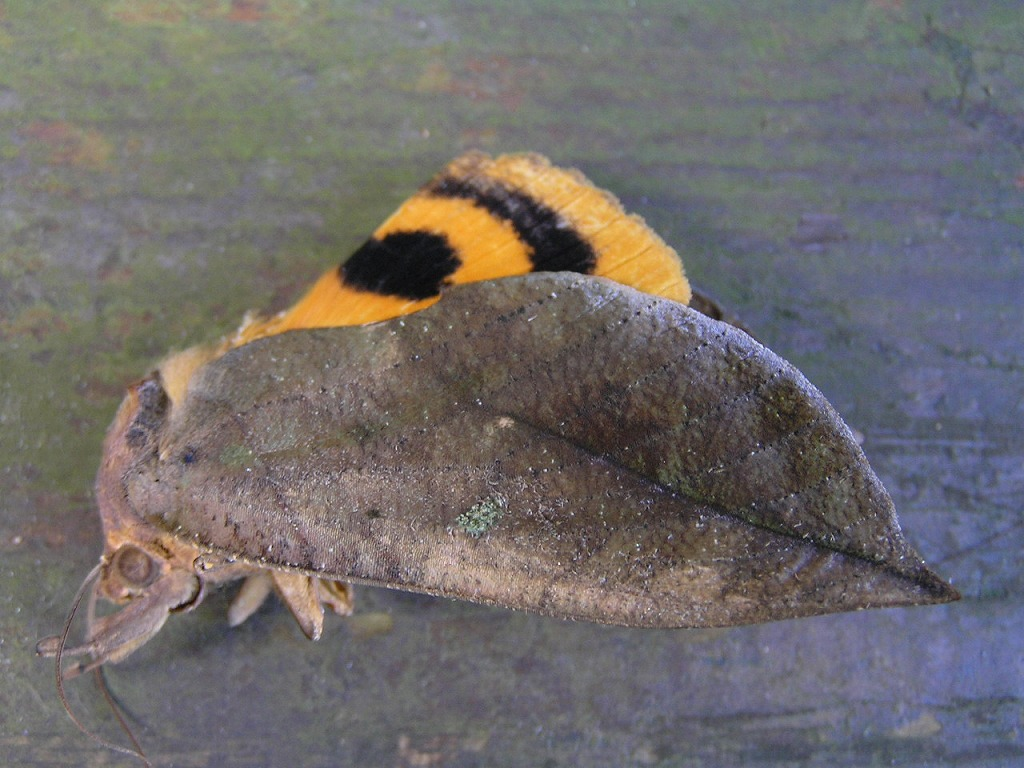
成虫
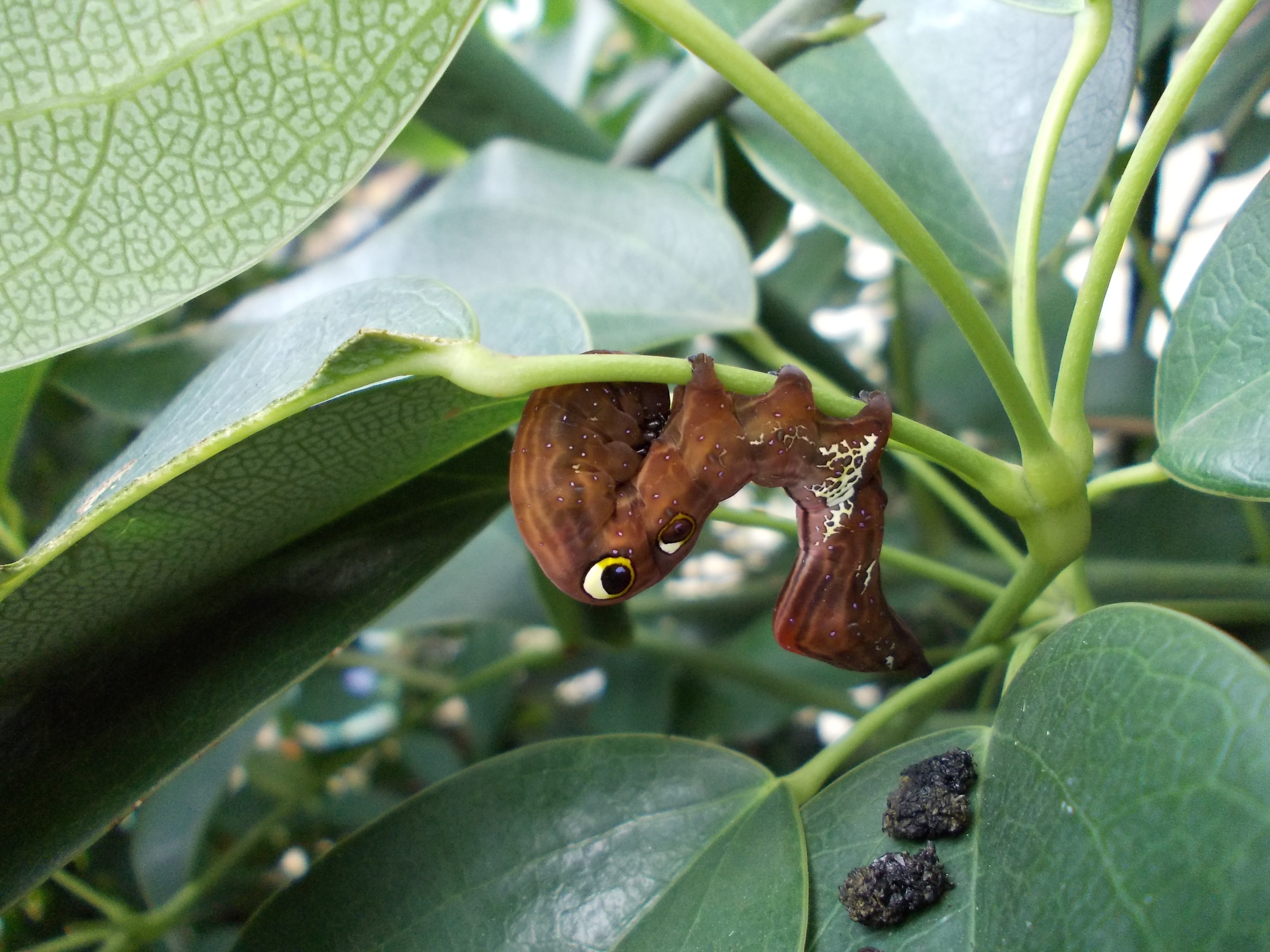
幼虫

## 分布
日本をはじめ中国からヒマラヤ、ロシア連邦アムール地方などに分布する。

## 近縁種
本種を含む Eudocima 属はアジアをはじめとして世界に広く分布し、南アメリカ、アフリカなどの熱帯に多い。日本では、このほかにキマエコノハやヒメアケビコノハを産する。いずれも夜間果樹園に飛来し、モモ、ナシ、ミカン、ブドウなどの熟果の液を吸い大害を与える。